# Луговое (Донецкая область)
Луговое (укр. Лугове) — село на Украине, находится в Никольском районе Донецкой области. Контролируется Донецкой
Народной Республикой
Код КОАТУУ — 1421781803. Население по переписи 2001 года составляет 89 человек. Почтовый индекс — 87023. Телефонный код — 6246.

## Адрес местного совета
Зеленый Яр, ул. Молодижна, 11